# Yuya Uchida
Yuya Uchida (内田 裕也, Uchida Yūya, Nishinomiya, 17 de novembro de 1939 – Tóquio, 17 de março de 2019) foi um cantor, produtor musical e ator japonês. Com uma carreira de seis décadas, ele tornou-se uma figura importante na música popular japonesa e na expansão do rock no país.
Como ator, Uchida apareceu em diversos filmes, tanto nacionais como Mizu no nai Puru (1982) e Jukkai no Mosukito (1983), quanto internacionais como Merry Christmas, Mr. Lawrence (1983) e  Black Rain (1989). Além disso, venceu dois prêmios de Melhor Atuação.

## Biografia e carreira
Uchida nasceu na cidade de Nishinomiya em 17 de novembro de 1939. Aos dezessete anos, ele abandonou o ensino médio e iniciou sua carreira musical em 1957. Ele aperfeiçoou suas habilidades ao se apresentar no Nichigeki Western Carnival, um festival pioneiro de rock realizado no Japão desde o fim dos anos 1950, bem como em outros palcos, antes de ser selecionado como um ato de abertura na turnê da banda britânica The Beatles, realizada no Japão em 1966, no qual tornou-se amigo do cantor John Lennon.
Chocado após ver o músico Jimi Hendrix se apresentar em Londres em 1967, Uchida voltou para casa e desejou apresentar um som semelhante ao Japão. Então, ele formou a Yuya Uchida & The Flowers, que lançou o álbum Challenge! em 1969, composto quase inteiramente por versões covers de bandas de 
rock psicodélico ocidental. Depois de substituir quase todos os seus membros e Uchida voltar a ter um papel de produtor/gerente, o grupo mudou seu nome para Flower Travellin' Band e lançou outro álbum cover, Anywhere, de 1970, antes de se mudar para o Canadá. Antes desta mudança, a banda havia gravado um álbum de material original em apenas dois dias; Satori foi lançado na América do Norte em 1971 pela GRT Records. A banda produziu mais dois álbuns, Made in Japan (1972) e Make Up (1973), antes de encerrar suas atividades por 34 anos.
Além de sua carreira solo e da Flower Travellin' Band, Uchida trabalhou com uma grande variedade de músicos nacionais e internacionais. Ele gravou com The Ventures e Frank Zappa em meados da década de 1970. Em 1973, ele casou-se com a atriz Kirin Kiki. Os dois se separaram dois anos depois, mas permaneceram casados. Juntos tiveram sua única filha Yayako Uchida,  uma ensaísta/cantora e casada com o ator Masahiro Motoki.
Em 1975, Uchida produziu um festival internacional de música intitulado World Rock Festival, que contou com artistas de todo o mundo tocando juntos. Nesse mesmo ano, ele também produziu o álbum auto-intitulado da banda Creation. Em setembro de 1977, ele foi preso por violar a Lei de Controle de Cannabis do Japão. E embora Uchida tenha admitido dez anos depois que estava fumando na época, as acusações foram retiradas voluntariamente.
Durante a década de 1980, Uchida lançou mais dois álbuns solo: Farewell, My Lovely (さらば愛しき女よ, 1981) e No More Comics (1985). Ele foi preso novamente em 1983 por violar a Lei de Controle de Posse de Armas de Fogo e Espadas do Japão, pois entrou nos escritórios da Udo Artists, Inc. com uma faca de cozinha e ameaçou um promotor, por supostamente pagar uma quantia maior a artistas estrangeiros. Mais uma vez, ele não foi indiciado. Em 1989, estrelou o filme estadunidense Black Rain.
Em 1991, Uchida concorreu sem sucesso para a eleição ao governo de Tóquio. Nos anos seguintes, estrelou mais filmes japoneses. Em 31 de maio de 2005, ele foi submetido com êxito a uma cirurgia ocular de emergência, devido a uma artéria retiniana bloqueada, o que levaria à cegueira.
Em 13 de maio de 2011, Uchida foi preso por agressão e invasão de propriedade após ameaçar sua ex-namorada, com quem mantinha relacionamento desde dezembro de 2009. A polícia disse que Uchida teria agredido a mulher de cinquenta anos, depois que ela tentou terminar o relacionamento em março e começou a enviar-lhe cartas ameaçadoras. A mulher alegou ter trocado suas fechaduras, mas que Uchida então mandou outro chaveiro abrir a porta e entrou em sua casa em 19 de abril. Ele reconheceu ter escrito as cartas e ter feito chaves extras em sua casa, mas negou ameaçá-la.
Em 2014, Uchida colaborou com a cantora ídolo-pop Rino Sashihara no dueto "Shekina Baby". Em 2016, estrelou o filme Hoshikuzu kyôdai no aratana densetsu. Mais tarde, em 17 de março de 2019, Uchida morreu de pneumonia em um hospital de Tóquio aos 79 anos. Em dezembro do mesmo ano, ele recebeu um Prêmio de Contribuição em Vida
no 61º Japan Record Awards.

## Discografia
Álbuns de estúdio
- Rock Surfing Hot Rod (ロック・サーフィン・ホット・ロッド, 1964) com Isao Bitoh
- Let's Go Monkey (レッツ・ゴー・モンキー, 1965, with Isao Bitoh)
- Challenge! (1969, Yuya Uchida & The Flowers)
- Y.U.Y.A 1815KC Rock'n Roll Broadcasting Station (1973)
- Exciting! Rock 'n' Roll Party (1973, Yuya Uchida and the 1815 Super Rock 'n' Roll Band)
- Hollywood (1975, Yuya Uchida and The Ventures)
- A Dog Runs (ア・ドッグ・ランズ, 1978)
- Farewell, My Lovely (さらば愛しき女よ, 1981)
- No More Comics (1985)

## Filmografia
| Ano  | Título                                        | Papel                        |
| ---- | --------------------------------------------- | ---------------------------- |
| 1966 | Kureji da yo: kisôtengai                      | Kentarô                      |
| 1966 | Panchi yarô                                   | Momoji                       |
| 1969 | Burai: Barase                                 | Músico                       |
| 1969 | Dorifutazu desu yo! Tokkun tokkun mata tokkun |                              |
| 1977 | Furenzoku satsujin jiken                      | Koichi Doi                   |
| 1977 | Jitsuroku furyo shoujo: Kan                   | Tokio                        |
| 1978 | Pink Tush Girl                                | Sen'ichi Yamada              |
| 1978 | Eroticna kankei                               | Kôtarô Higaki                |
| 1978 | Kawajyan hankou zoku                          |                              |
| 1979 | Ejiki                                         |                              |
| 1979 | Sûpâ gun redei Wani Bunsho                    | Tadao Toda, ladrão de banco  |
| 1980 | Akai bôkô                                     | Yuya                         |
| 1980 | Shôjo shôfu: Kemono michi                     | Ataru                        |
| 1981 | Yokohama BJ bûrusu                            |                              |
| 1981 | A! Onnatachi: Waika                           | Jyoji                        |
| 1982 | Mizu no nai puuru                             | Man                          |
| 1983 | Saraba aibô                                   | Komatsu                      |
| 1983 | Merry Christmas, Mr. Lawrence                 | Comandante da prisão militar |
| 1983 | Jukkai no mosukîto                            | Herói                        |
| 1986 | Comic Magazine                                | Toshiaki Kinameri            |
| 1987 | Saraba itoshiki hito yo                       | Detetive                     |
| 1988 | Hanazono no meikyu                            | Sosuke Mitsuya               |
| 1989 | Zatoichi, Darkness Is His Ally                | Chefe Akabei                 |
| 1989 | Black Rain                                    | Nashida                      |
| 1992 | Sakana kara daiokishin!!                      | Yuya                         |
| 1992 | Erotikkuna kankei                             | Kishin                       |
| 1999 | Kyohansha                                     | Elder Giliyaku               |
| 2002 | Deadly Outlaw: Rekka                          |                              |
| 2003 | Akame 48 Waterfalls                           |                              |
| 2004 | Izo                                           |                              |
| 2007 | Tantei monogatari                             |                              |
| 2008 | Johnen: Sada no ai                            |                              |
| 2008 | Rokku tanjô                                   |                              |
| 2016 | Hoshikuzu kyôdai no aratana densetsu          |                              |